# Contea di Lackawanna
La contea di Lackawanna (in inglese Lackawanna County) è una contea dello Stato della Pennsylvania, negli Stati Uniti. Il capoluogo è Scranton. La popolazione al censimento del 2000 era di 213295 abitanti. 

## Geografia antropica
La contea si trova nel nord-est dello Stato. La contea è delimitata a sud-ovest dal Choke Creek e a sud-est dal fiume Lehigh. Il fiume Lackawanna, costeggiato a sud-est dalle montagne Moosic, attraversa la contea da nord-est a sud-ovest.
La contea ospita una delle più popolose comunità italoamericane.

### Contee confinanti
- Contea di Susquehanna - nord
- Contea di Wayne - est
- Contea di Monroe - sud-est
- Contea di Luzerne - sud-ovest
- Contea di Wyoming - nord-ovest

## Storia
La contea di Lackawanna fu creata nel 1878 da una parte della contea di Luzerne e fu l'ultima contea a essere creata. Il suo nome deriva da una parola del popolo Delaware che significa “il fiume che si biforca”.

## Centri abitati[5]

### City
- Carbondale
- Scranton (capoluogo)

### Borough
- Archbald
- Blakely
- Clarks Green
- Clarks Summit
- Dalton
- Dickson City
- Dunmore
- Jermyn
- Jessup
- Mayfield
- Moosic
- Moscow
- Old Forge
- Olyphant
- Taylor
- Throop
- Vandling

### Township
- Benton
- Carbondale
- Clifton
- Covington
- Elmhurst
- Fell
- Glenburn
- Greenfield
- Jefferson
- La Plume
- Madison
- Newton
- North Abington
- Ransom
- Roaring Brook
- Scott
- South Abington
- Spring Brook
- Thornhurst
- Waverly
- West Abington

### Census-designated place
- Big Bass Lake (parzialmente in Wayne County)
- Chinchilla
- Eagle Lake
- Glenburn
- Mount Cobb
- Simpson
- Waverly